# La Beauté du monde (film, 1999)
 (novembre 2019).
Pour les articles homonymes, voir La Beauté du monde (homonymie).
La Beauté du monde est un moyen métrage français réalisé par Yves Caumon, sorti en 1999.

## Fiche technique
- Titre : La Beauté du monde
- Réalisation : Yves Caumon
- Scénario : Yves Caumon
- Photographie : Isabelle Razavet
- Montage : Sylvie Fauthoux
- Musique : Georg Friedrich Haendel et Antonio Vivaldi
- Producteur : Bertrand Gore
- Sociétés de production : Sunday Morning Productions, Centre national du cinéma et de l'image animée (CNC), L'Atelier de Production Centre-Val de Loire
- Société de distribution : Magouric
- Pays de production :  France
- Langue : Français
- Format : Couleur — 35 mm
- Genre : Comédie
- Durée : 53 minutes[1]
- Date de sortie : 
  - France : 25 août 1999

## Distribution[2]
- Martine Vandeville
- Violeta Ferrer
- Bernard Blancan

## Récompenses et distinctions
- Grand Prix du Jury, Pantin 1998
- Prix d'interprétation, Vendôme 1998